# 다카마쓰 다이키
다카마쓰 다이키(일본어: 高松 大樹, 1981년 9월 8일 ~ )는 일본의 전 축구 선수로 과거 포지션은 공격수였다.

## 선수 시절

### 클럽
2000년 오이타 트리니타에서 프로에 데뷔한 이래 FC 도쿄에서 잠시 임대 선수로 5경기를 소화했던 2011년을 제외하고 15년간 한 팀에서만 공식전 402경기 87골을 터뜨리며 J리그 디비전 2 2002 우승, 2008년 J리그컵 우승, J3리그 2016 우승 등의 주역으로 맹활약했으며 특히 2008년 J리그컵에서 팀의 우승을 이끈 공로를 인정받아 이 대회 최우수 선수에 선정되는 영예를 안았다.
그리고 2003년에는 FIFA 올해의 선수 후보에도 이름을 올렸고 2011년에는 FC 도쿄에서 잠시 임대 선수로 활동하며 리그에서는 단 5경기 출장에 그쳤지만 팀의 J리그 디비전 2 2011 우승, 2011년 천황배 우승을 경험하기도 했다.

### 국가대표팀
일본 U-23 축구 국가대표팀의 일원으로 2004년 하계 올림픽에 참가하여 이탈리아와의 C조 조별리그 2차전에서 득점을 성공시켰으나 팀은 1승 2패·조 3위로 8강 진출에 실패했다.
그리고 2006년 11월 15일 삿포로 돔에서 열린 사우디아라비아와의 2007년 AFC 아시안컵 예선 A조 6차전에서 일본 축구 국가대표팀 소속으로 국제 A매치 첫 경기를 치렀으며 2007년까지 일본 축구 대표팀에서 2경기를 소화했다.

## 통계
| 일본 | 일본 | 일본 |
| 연도 | 출전 | 득점 |
| ---- | ---- | ---- |
| 2006 | 1    | 0    |
| 2007 | 1    | 0    |
| 통산 | 2    | 0    |

## 수상

### 클럽
오이타 트리니타
- J2리그 : 우승 (2002)
- J리그컵 : 우승 (2008)
- J3리그 : 우승 (2016)

FC 도쿄
- J2리그 : 우승 (2011)
- 천황배 : 우승 (2011)

### 개인
- J리그컵 최우수 선수상 : 2008
- FIFA 올해의 선수 후보 : 2003